# Station Bolton
Bolton is een spoorwegstation van National Rail in Bolton, Bolton in Engeland. Het station is eigendom van Network Rail en wordt beheerd door Northern Rail. Het station is geopend in 1838.